# CrossfireX
CrossfireX ist ein Ego-Shooter, der von Xbox Game Studios am 10. Februar 2022 exklusiv für Xbox One und Xbox Series veröffentlicht wurde. Es handelt sich um eine modernisierte Adaption des populären PC-Shooters Crossfire, welches erstmals 2007 in Südkorea veröffentlicht wurde. Der finnische Entwickler Remedy Entertainment arbeitete an der Einzelspieler-Kampagne des Spiels, während das südkoreanische Studio Smilegate die Entwicklung des Free-to-play-Mehrspielermodus übernahm.
Am 3. Februar 2023 wurde angekündigt, dass das Spiel zum 18. Mai 2023 eingestellt wird.

## Gameplay
CrossfireX ist ein Ego-Shooter und eine für Konsolen ausgelegte Neuauflage von Crossfire mit neuer Grafik-Engine. Der Free-to-play-Mehrspielermodus ähnelt der Spielereihe Counter-Strike, bei dem zwei gegnerische Teams, die zwei feindliche private Militärfraktionen repräsentieren, in Spielmodi gegeneinander antreten, um Ziele zu erreichen. Im klassischen Modus versucht das angreifende Team, eine Bombe zu legen, während das verteidigende Team sie aufhalten muss. Alle Spieler sind mit Standardwaffen ausgerüstet. Der Spectre-Modus ist eine Variation des klassischen Modus, obwohl die angreifenden Spieler Gespenster sind, die nur mit Messern ausgerüstet sind, aber unsichtbar bleiben können, wenn sie sich nicht bewegen. Es gibt auch einen modernen Modus, in dem die beiden Teams darum kämpfen müssen, die Kontrolle über zwei objektive Punkte auf einer Karte zu behalten.
Der Einzelspieler-Modus, der nicht kostenlos zugänglich ist, besteht aus mehreren Operationen. Jede davon umfasst mehrere Episoden, beim Start standen zwei Operationen zur Verfügung. Die Handlung erforscht einen globalen Konflikt zwischen der „Black List“ und „Global Risk“, zwei privaten militärischen Fraktionen. Die Kampagne wurde mehrfach mit Militär-Shootern wie Call of Duty verglichen.

## Entwicklung
Das ursprüngliche Crossfire, das von Smilegate entwickelt wurde, ist ein äußerst beliebtes, kostenloses Multiplayer-Spiel für PCs im Osten. Das Team wollte die Erzählung der Franchise ausweiten und sie einem breiteren Publikum vorstellen. Daher schloss sich das Team mit Xbox Game Studios zusammen, um eine Konsolenversion zu erstellen, und beauftragte Remedy Entertainment, einen finnischen Videospielentwickler, mit der Erstellung einer Einzelspieler-Kampagne für das Spiel. Da Remedy zu dieser Zeit die Idee erforschte, an einem Ego-Shooter zu arbeiten, und plante, mehrere Projekte gleichzeitig zu entwickeln, erklärte sich das Team bereit, Smilegate zu helfen. Remedy arbeitete seit 2016 am Einzelspielerteil. Der Einzelspieler-Teil wird von Remedys eigener Northlight-Engine betrieben, die zuvor in Quantum Break und Control eingesetzt wurde. Die Wahl fiel auf Remedy aufgrund der Expertise des Teams bei der Schaffung einprägsamer fiktionaler Welten und Charaktere. Inspiriert von Metal Gear Solid und Resident Evil hoffte das Team, Charaktere zu schaffen, die „überlebensgroß“ sind.
Eine offene Beta war für Xbox Insider vom 25. Juni bis 28. Juni 2020 verfügbar. Im November 2020 gab Smilegate Entertainment bekannt, dass sich das Spiel auf 2021 verzögern würde. Es erschien jedoch erst im Februar 2022.
Am 3. Februar 2023 erschien eine Ankündigung, laut der das Spiel zum 18. Mai 2023 eingestellt werden soll. Zu diesem Datum werden auch die Onlineserver geschlossen. Da der Server proprietär ist, haben Spieler keine Möglichkeit, ihn weiterhin selbst zu betreiben. Der Mehrspielermodus wird deswegen zu diesem Datum unbrauchbar. Wer das Spiel 14 Tage vor dem 3. Februar 2023 gekauft hat, kann möglicherweise eine Erstattung des Kaufpreises erhalten. Genaue Gründe für die Schließung nennt die Ankündigung nicht. In den häufig gestellten Fragen findet sich dazu lediglich ein Satz: „Obwohl unser Team hart daran gearbeitet hat, zahlreiche Inhaltsupdates zu veröffentlichen, darunter Fehlerbehebungen, neue Karten, Modi und In-Game-Events, war das Spiel letztendlich nicht da, wo es sein sollte. Aus diesem Grund haben wir die schwierige Entscheidung getroffen, das Spiel zu schließen.“

## Rezeption
CrossfireX fiel bei der Fachpresse durch und erhielt schlechte Kritiken. Der Metascore des Spiels beträgt 38 von 100 möglichen Punkten. IGN vergab für die Einzelspieler-Kampagne eine Wertung von 3 von 10 Punkten.